# CAE Mining
CAE Mining是一系列矿业三维数字化集成解决方案软件，该系列软件系统主要包括CAE Studio、CAE Studio 5D Planner、NPV Scheduler、CAE Summit等,其主要功能包括勘探数据分析、地质模型分析、岩石力学分析、开采方案设计、矿山生产及复垦规划等。目前该软件在世界各国矿产开发组织得到广泛使用。

## CAE Studio
CAE Studio是一款矿业三维数字化解决方案软件，1981年由英国矿业计算有限公司（Mineral Industries Computing Limited “MICL”）开发推广（最初名为Datamine）。其主要功能包括勘探数据分析、地质模型分析、岩石力学分析、开采方案设计、矿山生产及复垦规划等在随后的15年中，该软件得到世界各国矿产开发组织的广泛使用。
CAE Studio在1997年由中国有色工程设计研究总院引进中国市场并在设计项目中得到应用，2001年CAE Studio软件中储量计算功能通过了中国国土资源部储量评审中心认证，该软件被中国其它相关设计研究单位、生产企业和高等院校接受并使用。
2010年，加拿大CAE公司收购英国MICL旗下Datamine相关业务，Datamine更名为CAE Studio。

## 开发使用环境
CAE Mining软件可以在主流的Windows系统下操作运行。
CAE Mining软件采用组件开发模式，系统内核和用户界面使用MFC语言开发，应用算法使用FORTRAN语言开发。3.0版本后，引入BCG界面风格和微软的.net框架。CAE Mining对外开放命令接口和用户界面对象，用户可以使用包括VBSCRIPT、JSSCRIPT、VB、VC和JAVA等编程语言，定制自己所需要的特定功能。
CAE Mining软件数据源不仅可以由软件自带的Table Edit编辑生成，还可通过多种第三方软件直接导入，例如Vulcan、Gemcom、Surpac、Medsystem、Micromine、AutoCAD、Amine、Microstation、Promine、Cadsminer等。CAE Studio软件的分析模拟结果可以通过多种第三方软件输出记录，例如Microstation、AutoCAD、Autodesk Design、Adobe PDF、Excel等。

## 软件系统组成
- Studio Products
- Exploration Products
- Alford Mining Systems Products
- Scheduler Products
- InTouch Products
- EPS Products
- Ventsim Products
- Mining Power Pack Products
- Century Systems Products
- CSIRO - Sirovision
- Hard Dollar Products
- 5D Planner Products

## 工作流程
CAE Mining的工作流程可由下图所示

## 应用范围
CAE Mining主要有以下方面的应用：
- 基本功能：交互式真三维设计，数据管理、处理及成图；
- 勘探：岩样数据输入输出，统计分析，钻孔编辑，地质解释；[2]
- 地质建模：地质统计，矿块模型，矿床储量计算；
- 岩石力学：构造立体投影图和映射图、建立岩石模型；
- 露天开采：资源优化，短期生产计划，采场及运输道路设计；
- 地下开采：采场设计、优化，开拓系统设计、优化；[3]
- 辅助生产：测量，品位控制，进度计划编制，配矿；
- 复垦：环境工程，综合回收，土地复垦和利用研究。

## 软件特点
和其它同类型软件相比,CAE Mining具有如下一些特点:

- 软件兼容多种第三方软件的输入和输出，在数据编辑和结果显示方面人性化；
- 软件基于基础数据建模的外延广，适合矿产开采方案规划设计；
- 三角网算法和块体模型算法提升了建模分析准确性；
- 软件直接绘图修改方便，2D、3D显示清晰；
- 拥有虚拟现实（VR）功能，可直接加载卫星照片、采矿设备等现实数据；
- 对外开放命令接口和用户界面，支持用户二次开发利用软件。